# Rencong
Il rencong (chiamato anche reuncong in lingua aceh) è un'arma tradizionale indonesiana, originaria del territorio di Aceh e tipica del popolo degli Acehnesi. Come nel caso del keris, al rencong sono attribuiti poteri magici. Viene tuttora portato durante le cerimonie tradizionali e usato nel Silat.

## Descrizione
Il rencong è un pugnale ad un solo filo che presenta una lama il cui dorso è leggermente convesso. La lunghezza della lama varia dai 10 ai 50 cm circa e il lato tagliente può essere piegato (similmente al kris) oppure diritto. Il manico è piegato ed assomiglia nella forma ad una lettera "L". L'arma normalmente è portata alla cintura e riposta in un fodero che può essere realizzato in legno, corno, avorio e, negli esemplari più preziosi, oro o argento. Esistono diverse categorie di rencong. Quella più pregiata, di appannaggio strettamente nobiliare, presenta il manico in avorio e la lama in oro recante incisioni che riportano alcuni versi del Corano. I rencong di classe inferiore hanno manici in legno o corno di bufalo e lame in acciaio od ottone.

## Impiego
Similmente a come i Giavanesi tengono alle loro credenze riguardo ai kris, le comunità acehnesi attribuiscono poteri mistici ai rencong. Ancora oggi quest'arma fa parte dell'abbigliamento cerimoniale. Gli acehnesi credono che la forma della lama del rencong simboleggi il Basmala. Il territorio di Aceh è anche detto Tanah Rencong, che significa "terra dei rencong.